# Амундсен (залив, Антарктида)
Заливът Амундсен (на английски: Amundsen Bay) е залив в югоизточната част на море Космонавти, част от акваторията на Индоокеанския сектор на Южния океан, край бреговете на Източна Антарктида, Земя Ендърби. Простира се на 58 km между полуостровите Сакелари на запад и Вернадски на изток. Вдава се в континента на 55 km. Крайбрежието му е силно разчленено от по-малки заливи (Адамс фиорд и др.), някои заети от шелфови ледници (Уайърс на югозапад) и др. В южната му част е разположен остров Тона. От юг в него се „влива“ долинния ледник Остер, а от югоизток – ледника Бивер.
Източната част на залива Кейси е открит на 14 януари 1930 г. от австралийска антарктическа експедиция с ръководител Дъглас Моусън, който наименува новооткрития залив в чест на великия норвежки полярен изследовател Руал Амундсен. На следващия ден 15 януари над западната част на залива в рутинен разузнавателен полет прелита норвежкия полярен изследовател Ялмар Рисер-Ларсен, който извършва аерофотозаснемане. През 1956 г. целият залив и неговите околности са картирани от австралийска антарктическа експедиция, на базата на направените от тях аерофотоснимки.